# National Pipe Thread

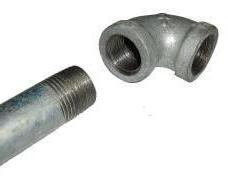
Rohr mit NPT-Gewinde

Das American National Standard Pipe Thread in den Ausführungen NPT, NPSC, NPTR, NPSM und NPSL (benannt z. B. NPT-Gewinde, NPT-Rohrgewinde) nach ASME/ANSI B1.20.1 ist eine US-amerikanische Gewindenorm für selbstdichtende Rohrverschraubungen.
Für leckagefreie oder druckdichte Verbindungen wird jedoch ein zusätzliches Dichtmittel empfohlen.
Die Dichtung wird dadurch erreicht, dass die Gewinde kegelig angeordnet werden. Beim Zusammenschrauben konventioneller Rohrgewinde wird zusätzlich ein Dichtmittel (z. B. Teflonband, Hanf) zwischen die Gewinde gelegt.
Im Gegensatz dazu benötigt das Dryseal Pipe Thread (benannt z. B. NPTF-Gewinde, NPTF-Rohrgewinde) nach ASME/ANSI B1.20.3 kein Dichtmittel. Gelegentlich werden NPT-Gewinde auch als MPT (Male Pipe Thread) oder FPT (Female Pipe Thread) und auch als MIP (Male iron pipe) und FIP (Female iron pipe) bezeichnet.
Die Bedeutung der Buchstaben ist wie folgt:

N = National

P = Pipe

T = Taper

S = Straight

C = Coupling

R = Railing Fittings

M = Mechanical

L = Locknut

H = Hose Coupling - diese Ausführung war nur bis zur Ausgabe 1983 in ASME/ANSI B1.20.1 enthalten, diese Gewinde finden sich jetzt in ASME B1.20.7
Gegenüber dem Whitworth-Gewinde, auch British Standard Pipe (BSP bzw. BSPT) genannt, sind die Durchmesser, Gangzahl (Steigung in Gängen pro Zoll, threads per inch) als auch Kegelwinkel leicht unterschiedlich, so dass beide Gewinde nicht miteinander verschraubbar sind.
Beispielsweise beträgt die Anzahl der Gewindewindungen auf einem Zoll Länge (die Gangzahl) bei einem 1/4" NPT-Rohrgewinde 18 Gänge, bei einem 1/4" Whitworth-Rohrgewinde 19 Gänge, und bei einem 1/4" Stativgewinde hingegen 20 Gänge.